# 帝室林野局
帝室林野局（ていしつりんやきょく）は、明治から昭和戦前期にかけて存在していた宮内省の外局である。宮内大臣の管轄下、皇室財産である御料林の管理経営をおこなった。1885年発足の御料局（ごりょうきょく）を前身とする。1908年に帝室林野管理局（ていしつりんやかんりきょく）として設置され、1924年に改称した。第二次世界大戦後の1947年に廃止された。

## 沿革

### 御料局時代
帝室林野局の前身は、1885年12月23日に設置された宮内省御料局（ごりょうきょく）である。同局は皇室財産を確保し維持発展させることを意図し、官有であった山林・原野を御料林へと転換して管理経営をすることを目的に設置された。実際の御料林編入が本格的に行われたのは大日本帝国憲法公布及び帝国議会開設を目前に控えた1888年から1890年頃であったが、当初は境界の査定や測量など御料林の画定事業に追われ、実際的な経営が行われるようになったのは1897年頃になってからであった。

### 帝室林野管理局時代
1908年1月1日、前年に制定された宮内省官制の施行に伴い、御料局は独立した官制を持つ外部部局として再発足し、名称も帝室林野管理局となった。当初は本局に9課（ただし、常置は7課）、地方に7支庁・47出張所が設置された。1914年には支庁制を廃して札幌・東京・名古屋・木曾（福島町）の4支局と京都事務所に再編してそれまで各支局に属していた56出張所を再配分した。1921年に東京支局・京都事務所を廃止して管轄12出張所を本局直轄とし、東京に林業試験場を設置した。

### 帝室林野局時代
1924年4月8日に帝室林野局に改称され、東京支局を再置して旧東京支局・旧京都事務所に属していた本局直轄12出張所を管轄させた。1937年に拡大する御料林に合わせる形で本局を2部7課制にして旭川支局を設置して5支局57出張所体制に再編された。

### 戦後の編入
GHQによる宮内省組織の縮小要求や農林省との林野行政を巡る対立を避けるための「林政統一」論に押される形で1947年3月31日に帝室林野局は廃止され、残された御料林は翌4月1日付で農林省林野局（後の林野庁）管轄の国有林に編入された。

## 歴代長官

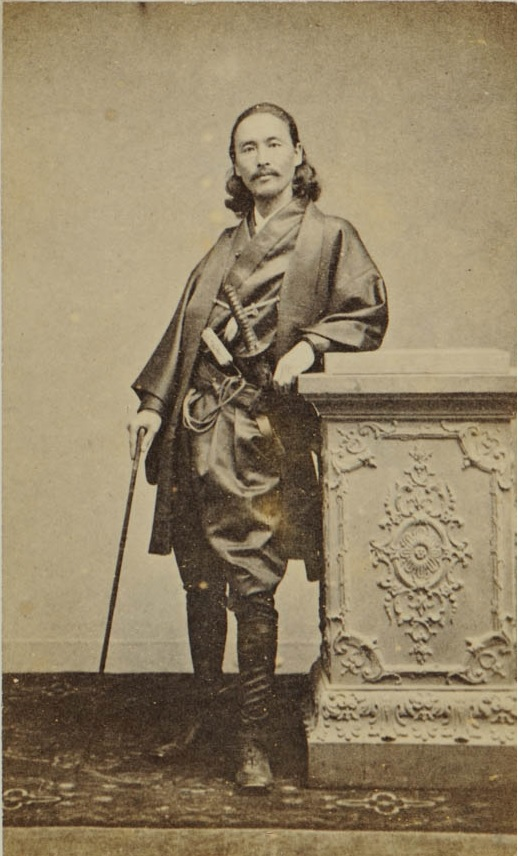
初代長官となった肥田浜五郎

| 氏名               | 在任期間                                                | 備考               |
| 御料局長官         | 御料局長官                                              | 御料局長官         |
| ------------------ | ------------------------------------------------------- | ------------------ |
| 肥田浜五郎         | 1885年（明治18年）12月23日 - 1888年（明治21年）3月8日   |                    |
| 堤正誼             | 1888年（明治21年）3月8日 - 1888年（明治21年）10月11日   | 兼任（内匠頭）     |
| 肥田浜五郎         | 1888年（明治21年）10月11日 - 1889年（明治22年）4月28日  |                    |
| 山本清十           | 1889年（明治22年）4月28日 - 1889年（明治22年）5月13日   | 代理               |
| 品川弥二郎         | 1889年（明治22年）5月13日 - 1889年（明治22年）7月23日   | 兼任（宮中顧問官） |
| 御料局長           |                                                         |                    |
| 品川弥二郎         | 1889年（明治22年）7月23日 - 1891年（明治24年）6月1日    | 兼任（宮中顧問官） |
| 岩村通俊           | 1891年（明治24年）6月1日 - 1904年（明治37年）6月24日    | 兼任（宮中顧問官） |
| 渡辺千秋           | 1904年（明治37年）6月24日 - 1908年（明治41年）1月1日    | 兼任（内蔵頭）     |
| 帝室林野管理局長官 |                                                         |                    |
| 渡辺千秋           | 1908年（明治41年）1月1日 - 1910年（明治43年）4月1日     | 兼任（内蔵頭）     |
| 佐々木陽太郎       | 1910年（明治43年）4月1日 - 1910年（明治43年）8月29日    | 心得               |
| 佐々木陽太郎       | 1910年（明治43年）8月29日 - 1912年（大正元年）10月16日  | 死去               |
| 南部光臣           | 1912年（大正元年）10月16日 - 1912年（大正元年）11月25日 | 事務取扱           |
| 有松英義           | 1912年（大正元年）11月25日- 1914年（大正3年）4月18日    |                    |
| 南部光臣           | 1914年（大正3年）4月18日 - 1920年（大正9年）2月15日     |                    |
| 山崎四男六         | 1920年（大正9年）2月15日 - 1922年（大正11年）7月12日    | 事務取扱（内蔵頭） |
| 本田幸介           | 1922年（大正11年）7月12日 - 1924年（大正13年）4月9日    |                    |
| 帝室林野局長官     |                                                         |                    |
| 本田幸介           | 1924年（大正13年）4月9日 - 1926年（大正15年）9月27日    |                    |
| 三矢宮松           | 1926年（大正15年）9月27日 - 1940年（昭和15年）12月10日  |                    |
| 三浦篤             | 1940年（昭和15年）12月10日 - 1945年（昭和20年）9月17日  |                    |
| 岡本愛祐           | 1945年（昭和20年）9月17日 - 1947年（昭和22年）4月1日    |                    |